# Marinus van der Lubbe
Pour les articles homonymes, voir Lubbe.
Marinus van der Lubbe, né le 13 janvier 1909 à Leyde (Pays-Bas) et mort le 10 janvier 1934 à Leipzig (Allemagne), est un syndicaliste néerlandais, auteur présumé de l'incendie du Reichstag à Berlin dans la nuit du 27 au 28 février 1933, quelques semaines après la nomination d'Adolf Hitler à la chancellerie. Condamné à la peine de mort pour haute trahison, il est exécuté le 10 janvier 1934 par décapitation. L'incendie du Reichstag servit de prétexte à Hitler pour établir la dictature qu'il prévoyait.

## Biographie
Les parents de Van der Lubbe étaient séparés et sa mère est morte lorsqu'il avait douze ans. Il a grandi dans la famille de sa demi-sœur.
Marinus van der Lubbe a commencé à l'âge de 20 ans une formation de maçon. En raison de sa force physique, il était surnommé « Dempsey » par ses amis. À la suite d'un accident de travail en 1925 et à cause du handicap oculaire qui en a résulté, il n'a pas pu continuer à exercer cette profession. Au cours des années suivantes il adhère à un petit groupe d'ultra-gauche : l'Opposition ouvrière de gauche (LAO). Cette dernière est favorable aux actions minoritaires.
Après une altercation avec sa sœur, il déménage à Leyde en 1927 et y fonde la maison Lénine, un lieu de rencontres et de conférences politiques. À Leyde, Van der Lubbe a des démêlés avec la police : ainsi en 1930 il doit faire deux semaines de prison pour avoir cassé des vitres des bureaux de l'aide sociale.
Van der Lubbe s'éloigne toujours plus des communistes parlementaristes qu'il considère trop peu radicaux et trop peu combatifs. Il privilégie l'action directe.
Entre 1928 et 1932, Van der Lubbe voyage à travers l'Europe. Il ne peut réaliser son souhait de se rendre en Union soviétique, car l'entrée lui est refusée.
Il se radicalise ensuite et devient conseilliste.
Malade, Marinus van der Lubbe est condamné à devenir aveugle d'après les médecins. En février 1933, il se rend à Berlin et tente d'incendier plusieurs bâtiments.
Immédiatement arrêté par la police au cours de l'incendie du Reichstag, Marinus van der Lubbe est de plus accusé par le Parti communiste d'Allemagne (KPD) d'avoir été manipulé par les nazis : cette propagande stalinienne le décrit comme un déséquilibré. Les conseillistes organisent sa défense et créent un Comité international Van der Lubbe qui est également soutenu par le mouvement anarchiste.
Le 23 décembre 1933, le juge Wilhelm Bünger (en) représentant le tribunal du Reich condamne Marinus van der Lubbe à la peine de mort pour « incendie criminel couplé à une tentative de renverser le gouvernement ». Ses co-accusés communistes (Torgler (en), Dimitrov, Popov (en) et Tanev) sont relaxés faute de preuve, ce qui n'empêche pas le juge Bünger d'affirmer que c'est bien le KPD qui est derrière l'incendie du Reichstag. 
Le 9 janvier 1934, le procureur Karl August Werner (de) vient annoncer à van der Lubbe que le président Hindenburg a rejeté son recours en grâce. Le lendemain matin, à 7 h 30, il est guillotiné par le bourreau Alwin Engelhardt dans la cour du tribunal de district de Leipzig,.

## Jugements a posteriori
Ce jugement est cassé le 21 avril 1967 par un tribunal de Berlin qui, à titre posthume, condamne van der Lubbe à huit ans de prison pour « tentative d'incendie avec effraction ». Treize ans plus tard, Robert Kempner (un des procureurs américains des procès de Nuremberg) en obtient l'acquittement. Ce verdict est cassé un an plus tard en appel.
La condamnation est officiellement jugée « illégale » par les services du procureur fédéral allemand le 10 janvier 2008, en application d'une loi de 1998. Cette décision ne se prononce pas sur la culpabilité ou l'innocence de van der Lubbe, mais se fonde sur le fait que le verdict avait des motifs politiques et reposait sur des « prescriptions injustes spécifiquement national-socialistes ».

## Rumeurs concernant l'homosexualité de Lubbe
Jean Le Bitoux, journaliste et militant, évoquait dans un article du journal français Libération paru en 1999 l'accusation d'homosexualité qui aurait été portée par les nazis contre van der Lubbe.
Depuis la fin de la période nazie, la thèse de l'homosexualité de van der Lubbe a été remise en question par plusieurs chercheurs et historiens. L'historien Anson Rabinbach a en fait montré que ces allégations ont été inventées par la propagande communiste : les communistes allemands se sont rapidement distanciés de van der Lubbe. Deux mois après l'incendie du Reichstag, le propagandiste Willi Münzenberg et les principaux membres du Parti communiste d'Allemagne publient le Livre brun traduit en 17 langues. Il traite des atrocités des nazis, mais contient également une campagne diffamatoire contre les communistes du Conseil néerlandais. Ainsi, il est mensongèrement affirmé que van der Lubbe a agi sur commande ou, tout au moins, après avoir consulté les nazis. De plus, ils l'accusent d'avoir été un « garçon de plaisir » (« Lustknabe »).